# Arnold t'Kint de Roodenbeke

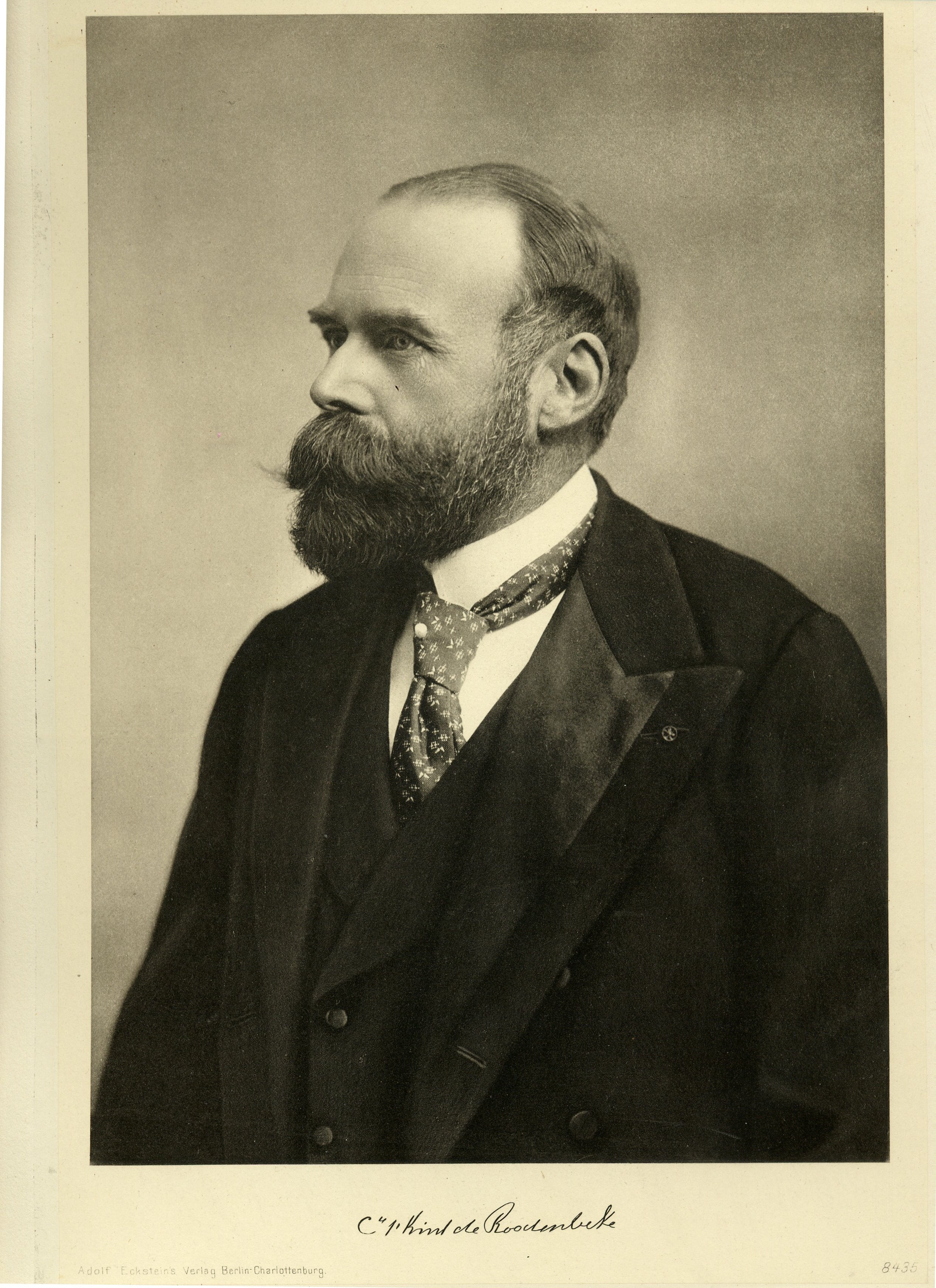
Graaf Arnold t'Kint de Roodenbeke, Ca 1900

Arnold t'Kint de Roodenbeke (Gent, 1 mei 1853 – Bachte-Maria-Leerne, 10 augustus 1928) was een Belgisch diplomaat en politicus voor de katholieken. Tussen 1922 en 1928 was hij voorzitter van de Senaat.

## Biografie
Hij was de zoon van diplomaat en politicus Henri t'Kint de Roodenbeke en trad in diens voetsporen. Arnold T'Kint de Roodenbeke was doctor in de rechten en werd speciaal gezant in Spanje. Na zijn terugkeer naar België werd hij advocaat aan het hof van beroep te Gent.
Als politicus was t'Kint de Roodenbeke provincieraadslid in Oost-Vlaanderen, volksvertegenwoordiger voor het arrondissement Eeklo (1891-1900) en nadien senator (1900-1928). De laatste zes jaar voor zijn dood was hij Senaatsvoorzitter.
Na de dood van zijn vader werd Arnold t'Kint de Roodenbeke burgemeester van Bachte-Maria-Leerne waar hij op het kasteel van Ooidonk woonde. Tijdens de Eerste Wereldoorlog stelde hij de kelders van het kasteel ter beschikking als schuilkelder voor de inwoners van de gemeente. In 1921 werd hij als burgemeester opgevolgd door zijn zoon Jean t'Kint de Roodenbeke.
Op 10 augustus 1928 stierf de graaf op het kasteel.

## Familie
Graaf t'Kint de Roodenbeke was gehuwd met Isabelle de Silva (Isabel Francisca de Borja de Silva y Borchgrave d'Altena) (1857-1940), dochter van Juan Evangelista de Silva, 7de markies de Arcicollar en gravin Lucie de Borchgrave d' Altena. Samen kregen ze een dochter en een zoon:
- Marie-Louise, zij huwde met graaf Jean d'Alcantara de Querrieu en schonk hem een zoon: graaf Pierre d'Alcantara di Querrieu, gehuwd met Stéphanie, Prinses van Windisch-Graetz.
- Jean t'Kint de Roodenbeke (Juan), huwde met Mathilde de Beauffort en na haar overlijden met haar zus Solange de Beauffort. Met zijn eerste echtgenote Mathilde kreeg hij onder andere een zoon Henri II t'Kint de Roodenbeke, die de vader is van Juan t'Kint de Roodenbeke.

## Onderscheidingen
- Grootkruis in de Leopoldsorde
- Burgerlijk Kruis 1ste Klasse,
- Burgerlijk Kruis 2de Klasse 1914-1918
- Mutualiteitsereteken 1ste Klasse
- Regeringsmedaille van koning Leopold II
- Grootkruis Koninklijke Orde van Victoria, Groot-Brittannië
- Orde van Ouissam Alouite, Marokko
- Orde van de Ster, Roemenië
- Orde van Karel III, Egypte
- Orde van Ismaïl, Egypte
- Kroonorde, Italië
- Grootofficier Orde van Isabella de Katholieke, Spanje
- Commandeur Legioen van Eer, Frankrijk
- Ridder Orde van de Nederlandse Leeuw